# Laffrey
Laffrey – miejscowość i gmina we Francji, w regionie Owernia-Rodan-Alpy, w departamencie Isère.
Według danych na rok 1990 gminę zamieszkiwało 249 osób, a gęstość zaludnienia wynosiła 37 osób/km² (wśród 2880 gmin regionu Rodan-Alpy Laffrey plasuje się na 1379. miejscu pod względem liczby ludności, natomiast pod względem powierzchni na miejscu 1380.).
Na południowym skraju miejscowości, między północnym krańcem Wielkiego Jeziora Laffrey a drogą RN 85 (tzw. Droga Napoleona, franc. Route Napoléon) znajduje się historyczna Łąka Spotkania, na której rozegrał się jeden z epizodów 100 dni Napoleona w 1815 r. – tzw. Spotkanie na Łące Laffrey.